# 片山晴賢
片山 晴賢（かたやま はるかた、1941年 - ）は、日本の国文学者。苫小牧駒澤大学5代学長。

## 来歴
駒澤大学文学部卒業。
駒澤大学大学院人文科学研究科修士課程修了。
1971年駒澤大学北海道教養部専任講師・岩見沢駒澤短期大学国文科兼任講師。その後、同北海道教養部助教授・同短期大学兼任助教授。
1983年駒澤短期大学国文科教授。
2007年苫小牧駒澤大学学長に就任。

## 著書
- 近藤良一, 木村晟, 片山晴賢, 相澤貴之『京都女子大学図書館吉澤文庫蔵節用集』1号、港の人〈北大寺学術研究書〉、2008年。ISBN 9784896291919。 NCID BA86013633。
- 丹峰, 木村晟, 片山晴賢, 渡會正純『臨南寺蔵慶安元年版新撰類聚往来』棱伽林〈臨南寺学術研究資料集成 第4〉、1995年。 NCID BA46195885。全国書誌番号:20026669。
- 陰時夫, 陰中夫, 包瑜, 木村晟, 片山晴賢, 渡會正純『韻府群玉 : 国立公文書館内閣文庫蔵』阿久和山文庫、1996年。 NCID BA69965325。
- 木村晟, 片山晴賢, 近藤良一『高野山大学図書館蔵節用集』4号、港の人〈北大寺学術研究書〉、2014年。ISBN 9784896292848。 NCID BB16942704。
- 大友信一, 渡邊剛毅『宮内庁書陵部蔵古澗略韻』第7-9、棱伽林〈臨南寺全書〉、1999年。 NCID BA46262155。

- 日本一鑑の研究
  - 片山晴賢「「日本一鑑」の基礎的研究 其之一」『駒澤短期大学研究紀要』第24号、駒澤短期大学、1996年3月、63-78頁、ISSN 02866676、NAID 110007015726、2022年1月20日閲覧。
  - 片山晴賢「「日本一鑑」の基礎的研究 其之二 - 名彙「器用」について」『駒澤短期大学研究紀要』第25号、駒澤短期大学、1997年3月、79-104頁、ISSN 02866676、NAID 110007015736、2022年1月20日閲覧。